# Novo Horizonte (Bahia)
Pour les articles homonymes, voir Novo Horizonte.
Novo Horizonte est une ville brésilienne du centre-sud de l'État de Bahia. Elle se situe par une latitude de 12° 48′ 30″ sud et par une longitude de 42° 10′ 04″ ouest, à une altitude de 835 mètres. Sa population était estimée à 10 673 habitants en 20106. La municipalité s'étend sur 612 km2.

## Maires
| Période | Période | Identité             | Étiquette | Qualité |
| ------- | ------- | -------------------- | --------- | ------- |
| 2005    | 2008    | José Lopes Dos Anjos | PTC       |         |

1. ↑  IBGE